# کازی جرولا
کازی جرولا (به ایتالیایی: Casei Gerola) یک کومونه در ایتالیا است که در استان پاویا واقع شده‌است.

## خصوصیات
کازی جرولا ۲۴٫۸ کیلومترمربع مساحت و ۲٬۵۲۰ نفر جمعیت دارد و ۸۱ متر بالاتر از سطح دریا واقع شده‌است.